# Czangsing
| system                            | oddział         | piętro     | wiek (mln lat) |
| --------------------------------- | --------------- | ---------- | -------------- |
| trias                             | dolny           | ind        | młodsze        |
| perm                              | loping          | czangsing  | 254,14–251,902 |
| perm                              | loping          | wucziaping | 259,51–254,14  |
| perm                              | gwadalup        | kapitan    | 264,28–259,51  |
| perm                              | gwadalup        | word       | 266,9–264,28   |
| perm                              | gwadalup        | road       | 273,01–266,9   |
| perm                              | cisural         | kungur     | 283,5–273,01   |
| perm                              | cisural         | artinsk    | 290,1–283,5    |
| perm                              | cisural         | sakmar     | 293,52–290,1   |
| perm                              | cisural         | assel      | 298,9–293,52   |
| karbon                            | późny pensylwan | gżel       | starsze        |
| Podział według ICS, wrzesień 2023 |                 |            |                |

Czangsing (chiń. 长兴; pinyin Chángxìng)
- w sensie geochronologicznym – drugi wiek lopingu (perm), trwający około 3 miliony lat (od 254,14 ± 0,07 do 252,17 ± 0,06 mln lat temu). Czangsing jest młodszy od wucziapingu a starszy od indu (trias).

- w sensie chronostratygraficznym – drugie piętro lopingu, leżące powyżej wucziapingu a poniżej indu. Stratotyp dolnej granicy czangsingu znajduje się w Meishan koło Szanghaju (Chiny). Dolna granica oparta jest na pierwszym pojawieniu się konodonta Clarkina wangi.

Nazwa piętra (wieku) pochodzi od powiatu Changxing w Chinach.